# 奧赫塔河 (涅瓦河支流)
59°56′45″N 30°24′27″E / 59.94583°N 30.40750°E

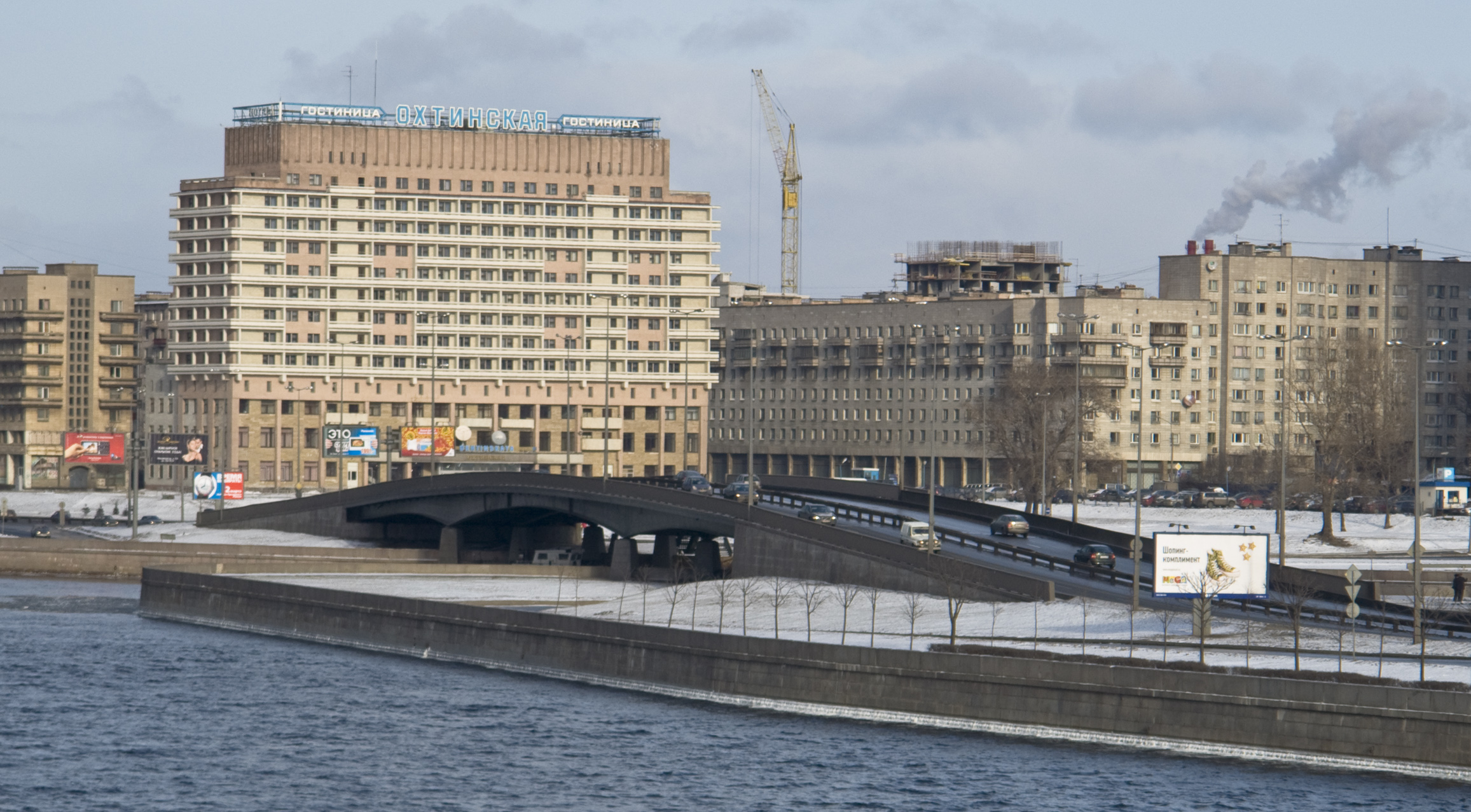

奧赫塔河 （俄语：Охта），是俄羅斯的河流，位於該國西部列寧格勒州，屬於涅瓦河的右支流，發源自謝爾托洛沃北部，流經聖彼得堡東部，河道全長90公里，流域面積768平方公里。